# Castell d'Agramunt
Castell d'Agramunt és un castell termenat d'Agramunt (Urgell) declarat bé cultural d'interès nacional. Ocupava el capdamunt d'un tossal conegut encara com a tossal del Castell, situat a la banda de ponent del nucli antic de la població a uns 300 m de la riba del riu Sió. D'origen musulmà, fou conquerit el 1070. Estava situat en un petit turó al centre de la vila, on actualment hi ha un dipòsit d'aigua.

## Descripció
Les poques restes que ens han pervingut de la fortalesa i el seu clos murallat es troben a l'anomenat turó del castell. En un principi fou una torre de defensa, ampliada posteriorment a castell. El componien dues edificacions coronades per una torre d'homenatge, envoltats per dos cercles de muralles. Solament es conserven dos llenços de muralla, descoberts el 2014, fets amb parament groller de pedra i argamassa que s'assenten sobre la roca. El castell va ser enderrocat a mig segle xvii i les seves pedres foren aprofitades per a altres construccions, entre les quals la capella dels Socors del temple parroquial de Santa Maria.

## Història

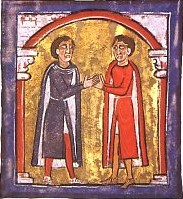
Els comtes Ermengol III i Ramon Berenguer I al «Liber Feudorum Ceritaniae»

Fou bastit o reconstruït a mitjan segle xi, en el moment en què el comte Ermengol III conquerí la vila i els incorporà al comtat d'Urgell. Possessió tradicional del comtes d'Urgell que el conservaren fins a la fi del comtat, a l'inici del segle xv. La primera referència a aquesta fortalesa és de l'any 1051 en que el comte Ermengol III concedí el castell d'Agramunt a Pere Miró de Ponts, que n'havia de ser el castlà. El 1061 Pere Miró estableix que el castell l'heretaria el seu fill Arnau. Si aquest moria sense successió, passaria a l'altre fill Bernat.
Fou una de les residències on feien sovint estada els comtes d'Urgell en els anys anteriors a la conquesta de Balaguer i Lleida. El 1100, Ermengol V i la seva esposa Maria, en presència d'Artau, comte de Pallars, de Ramon Miró, vescomte d'Urgell i d'altres bons homes, congregats al castell d'Agramunt, restituïren el castell de Carcolze a Santa Maria de la Seu. El 1117 el comte Ermengol VI cedeix en feu a Bernat Pere de Ponts i a la seva dona el dret d'estar en aquell castell. El testament sacramental de Bernat Pere de Pons es jurà el 1119, passant els drets sobre el terme i el castell d'Agramunt al seu fill Pere de Puigverd qui, el 1164, llegà Agramunt, Ponts, Puigverd i Oliola al seu fill Pere. L'any 1163, en la carta de poblament i franqueses atorgada a la vila d'Agramunt per Ermengol VII, hi signava, Arnau de Rialb, castlà d'Agramunt i altres, també castlans o feudataris del comte a Agramunt. Un document del 1172 parla ja d'unes cases situades a la vila vella d'Agramunt al barri del castell.
El castell tingué una funció important en les lluites que enfrontaren el rei Jaume I i els Cabrera per la successió del comtat d'Urgell. El 1236 Jaume I concedeix en feu el lloc i el castell a Ponç de Cabrera, comte d'Urgell que, d'aquesta manera, n'esdevenia senyor. El 1413, l'antiga vila comtal, amb el seu castell i el seu clos murallat, capitularen davant les forces de Ferran d'Antequera, després d'un intent de defensa dels drets comtals de Jaume II el Dissortat en les lluites que seguiren al Compromís de Casp, passant des de llavors a domini reial. El castell fou enderrocat a mitjans del segle xvii pels francesos. Les seves pedres foren aprofitades per a altres construccions, entre les quals la Capella dels Socors del temple parroquial de Santa Maria.